# Rio Piên
 (novembre 2013).
Si vous disposez d'ouvrages ou d'articles de référence ou si vous connaissez des sites web de qualité traitant du thème abordé ici, merci de compléter l'article en donnant les références utiles à sa vérifiabilité et en les liant à la section « Notes et références ».
 (novembre 2013).
Le rio Piên est un cours d'eau brésilien de l'État du Paraná. C'est un affluent de la rive droite du rio Negro.